# نووا (مجارستان)
نووا (به مجاری:  Nova) یک روستا در مجارستان است که در ناحیه لنتی واقع شده‌است. نووا ۳۹٫۳۷ کیلومتر مربع مساحت و ۷۲۴ نفر جمعیت دارد.